# Małowodzie
Małowodzie (łac. oligohydramnion) i bezwodzie (łac. anhydramnion) – stany, w których ilość płynu owodniowego jest za mała. Małowodzie rozpoznaje się, gdy ilość płynu owodniowego w 32–36 tygodniu ciąży jest mniejsza niż 500 ml, albo gdy indeks płynu owodniowego (wskaźnik AFI) wynosi poniżej 5-6.

## Występowanie i etiologia
W Stanach Zjednoczonych małowodzie wikła 0,5–5% wszystkich ciąż, a ciężkie małowodzie spotykane jest w 0,7% ciąż. Wśród ciąż przenoszonych (trwających 41 tygodni i dłużej) 12% z nich jest powikłanych małowodziem.
Przyczyną małowodzia jest najczęściej wrodzona wada układu moczowego płodu o charakterze malformacji, taka jak agenezja nerek, dysplazja pęcherza moczowego, atrezja moczowodu albo przeszkoda cewki moczowej. Małowodzie występuje też w przypadku przedwczesnego pęknięcia pęcherza owodni (ang. PROM, premature rupture of amniotic membranes) i w zespole przetoczenia krwi między płodami (TTTS). Nie jest do końca poznana etiologia małowodzia w ciążach przenoszonych.
Matczyne przyczyny małowodzia wiążą się z upośledzeniem przepływu maciczno–łożyskowego spowodowanym odwodnieniem (hipowolemią), PIH, angiopatiami.

## Objawy i powikłania
Małowodzie objawia się małą objętością macicy względem wieku ciążowego, małym obwodem brzucha ciężarnej, małym przyrostem masy ciała u ciężarnej. W badaniu położniczym części płodu są łatwo wyczuwalne, a przemieszczanie części przodującej jest trudne.
Powikłaniami małowodzia mogą być:
- hipotrofia wewnątrzmaciczna
- hipoplazja płuc
- deformacje płodu
- zespół taśm owodniowych
- wewnątrzmaciczne obumarcie płodu, zgon okołoporodowy.